# Divisio
Divisio ili fragmentacija (lat. divisio – podjela, dioba) u enciklopedičkoj organizaciji znanja označava logički postupak podjele znanja, odnosno sadržaja, prema nekom unaprijed određenom kriteriju na: skupine (tehničke, društvene i humanističke znanosti, geografija, umjetnost i šport i sl.), struke (ekonomija, bibliotekarstvo, građevina, vojništvo i sl.) i članke.